# Chambre de commerce et d'industrie Métropolitaine Bretagne Ouest
 (janvier 2014).
Si vous disposez d'ouvrages ou d'articles de référence ou si vous connaissez des sites web de qualité traitant du thème abordé ici, merci de compléter l'article en donnant les références utiles à sa vérifiabilité et en les liant à la section « Notes et références ».
La chambre de commerce et d'industrie métropolitaine Bretagne Ouest est la CCI du département du Finistère. Elle est issue de la fusion des CCI de Brest, Morlaix et Quimper. Établissement public administratif de l'État, elle est rattachée à la chambre de commerce et d'industrie de région Bretagne. Son siège est à Brest au 1 place du 19e RI. Elle dispose d'une antenne à Châteaulin.

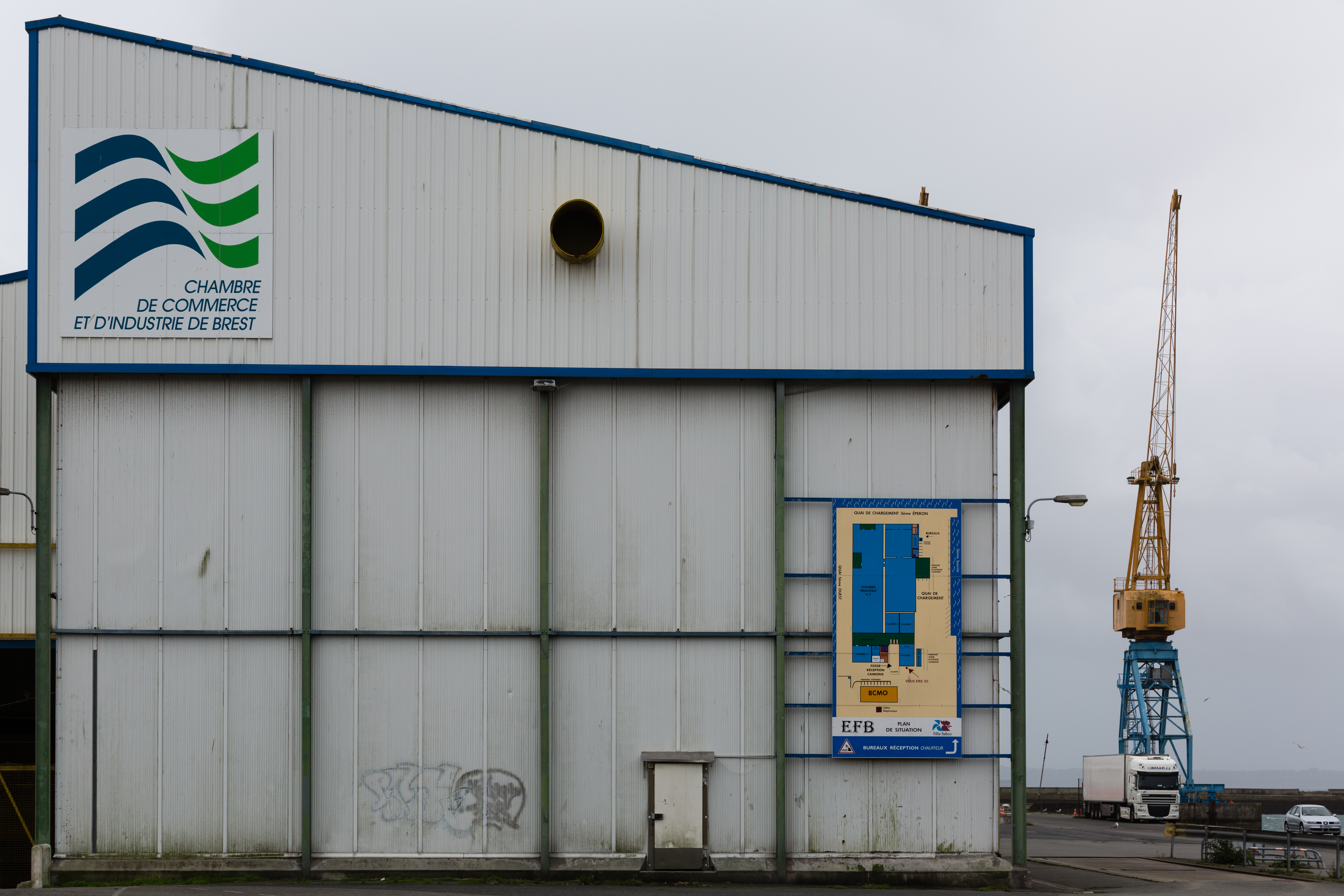
Un entrepôt du port de commerce portant l'ancien logo de la CCI

## Historique
Instituée par décret du 31 mars 1851, la chambre de commerce de Brest a été officiellement installée par le baron Richard, préfet du Finistère, le 14 octobre 1852. Cette création résulte de la ténacité d'une poignée d'hommes désireux de doter Brest d'un « organe industriel et commercial » qui ont travaillé à ce projet dès 1847.
Sa compétence, d'abord limitée à l'arrondissement de Brest, s'étend en 1886 aux cantons de Châteaulin, Crozon et du Faou.
La CCI a édité un ouvrage en 2002 reprenant 150 ans d'histoire de la chambre de commerce et d'industrie. Intitulé "Voyage autour de la chambre", il est l'œuvre de Renée Le Gall, responsable de CCI Info (le centre de documentation de la CCI) et correspondante de l'histoire consulaire. Cet ouvrage est disponible gratuitement auprès de CCI Info.

## Missions
Sa mission première est de représenter les intérêts des entreprises commerciales, industrielles et de service de sa circonscription auprès des pouvoirs publics.
Elle a également pour missions de :
- Favoriser la création et la transmission d'entreprise ;
- Former les dirigeants, les salariés, les jeunes et les demandeurs d'emploi ;
- Informer et conseiller les entreprises ;
- Gérer des équipements.

### Services aux entreprises
- Centre de formalités des entreprises ;
- Fichier des entreprises ;
- CCI info (centre de documentation économique) ;
- Assistance technique au commerce ;
- Assistance technique à l'industrie ;
- Assistance technique aux entreprises de services ;
- Point A (service enregistrement des contrats d'apprentissage);
- Relais Emploi (Plie, Plan local d'insertion emploi du pays de Brest) ;
- Service taxe d'apprentissage ;
- Bureau d'Enregistrement - ChamberSign (signature électronique) ;
- Formalités à l'international ;
- Études économiques, prospective ;
- Point accueil Agefice (financement des formations des chefs d'entreprise) ;
- Point relais VAE (information sur la validation des acquis de l'expérience) ;
- Inicial / 1 % logement (prêts et aides aux salariés des entreprises cotisantes) ;
- Espace entreprendre (accueil, information, stages pour les porteurs de projet de création- reprise d'entreprise).

### Gestion d'équipements
- Port de Brest (réparation navale et port de commerce) ;
- Port de pêche de Brest (criée et concession pêche) ;
- Port de Landerneau ;
- Port de Lanildut ;
- Port du Conquet ;
- Port de l'Aber Wrac'h ;
- Aéroport de Brest-Bretagne.

### Centres de formation / Écoles
- Ciel Bretagne (formation professionnelle et continue) ;
- École supérieure de commerce Bretagne Brest ;
- Institut de formation par alternance consulaire (Ifac, centre de formation d'apprentis) ;
- Sup'Ifac pour préparer des BTS ;
- Centre de formations techniques de la CCI de Brest (Cefortech).

## Fonctionnement
Claude Ravalec est le président de la chambre depuis 2022.
Directrice générale par intérim : Sophie Dorsner.
La CCI est composée d'une assemblée de chefs d'entreprises (industriels, commerçants, professionnels du tourisme et prestataires de services), élus pour une mandature de 5 ans.

## Pour approfondir